# Örebro SK
El Örebro SK es un club de fútbol de Suecia de la ciudad de Örebro. Fue fundado en 1908 y juega en la Superettan.

## Palmarés
- Allsvenskan: 0
  - Sub-Campeón: 2

1991, 1994
- Superettan: 0
  - Sub-Campeón: 2

2006, 2013
- División 1 Norra: 1

1988
- Svenska Cupen: 0
  - Sub-Campeón: 1

1987–1988

## Participación en competiciones europeas
| Temporada | Competición    | Ronda            | Rival           | Casa | Visita | Global |
| --------- | -------------- | ---------------- | --------------- | ---- | ------ | ------ |
| 1991–92   | Copa UEFA      | 1                | Ajax            | 0–1  | 0–3    | 0–4    |
| 1992–93   | Copa UEFA      | 1                | KV Mechelen     | 0–0  | 1–2    | 1–2    |
| 1995–96   | Copa UEFA      | Clasificatoria   | Avenir Beggen   | 0–0  | 0–3    | 0–3    |
| 1996      | Copa Intertoto | Grupo 3          | IB Keflavik     | 3-1  |        |        |
| 1996      | Copa Intertoto | Grupo 3          | FC Copenhague   |      | 2-2    |        |
| 1996      | Copa Intertoto | Grupo 3          | Maribor         | 4-1  |        |        |
| 1996      | Copa Intertoto | Grupo 3 (1e)     | Austria Viena   |      | 3-2    |        |
| 1996      | Copa Intertoto | Semifinal        | Segesta Sisak   | 4-1  | 0-4    | 4-5    |
| 1997–98   | Copa UEFA      | Clasificatoria 2 | FK Jablonec     | 0–0  | 1–1    | 1–1    |
| 1997–98   | Copa UEFA      | 1                | Rotor Volgograd | 1–4  | 0–2    | 1–6    |
| 2011–12   | Europa League  | Clasificatoria 2 | FK Sarajevo     | 0–0  | 0–2    | 0–2    |

## Jugadores

### Jugadores destacados
- Alan Cork (1983)

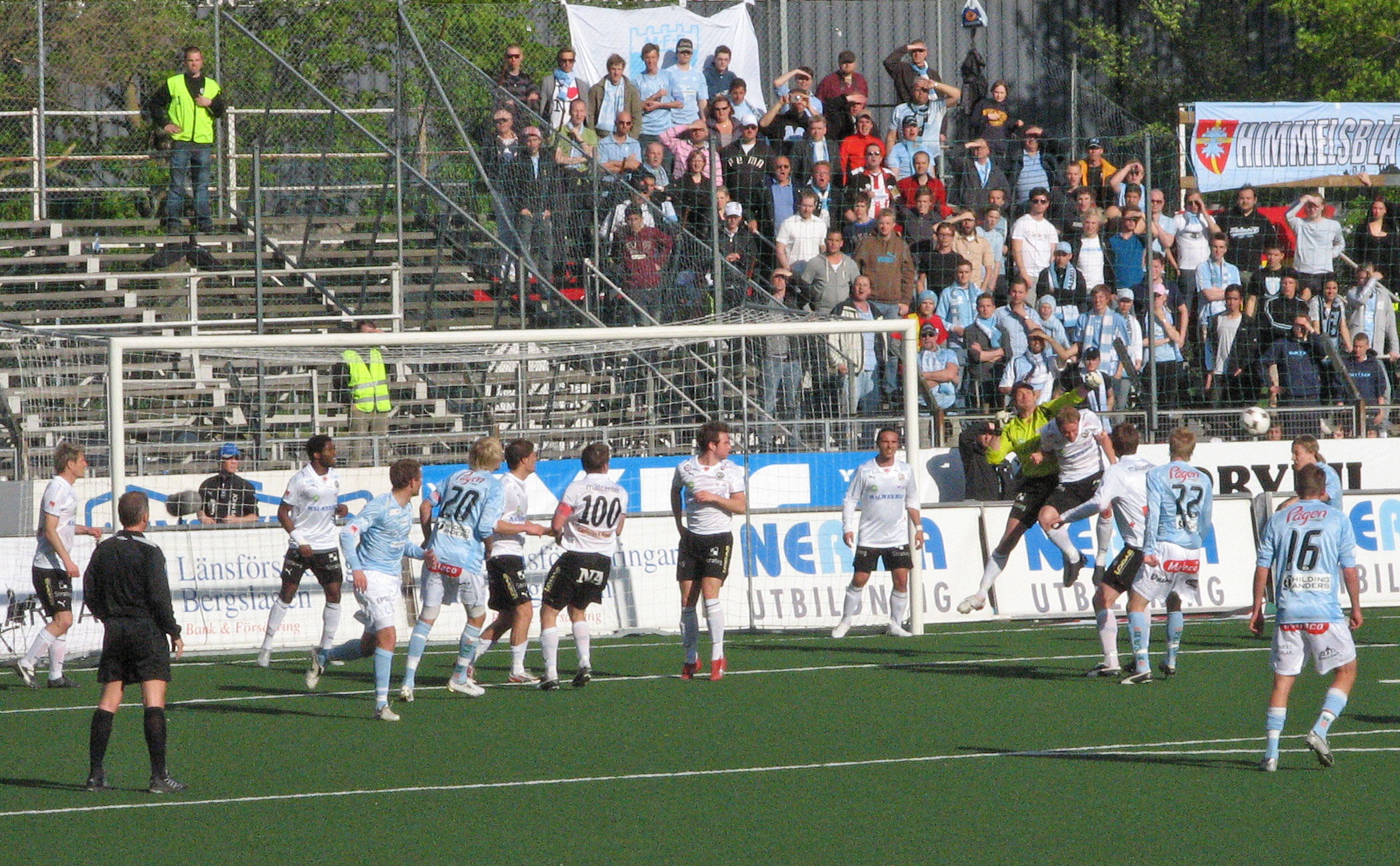
Örebro (de blanco), contra el Malmö FF (de azul).

- Stuart Baxter (1983–1984)
- Arnór Guðjohnsen (1994–1998)
- Paul Munster (2005)
- Mirosław Kubisztal (1991–1997)
- Dragan Okuka (1985–1987)
- Thomas Nordahl (1965–1978)
- Tore Lennartsson (1972–1981)
- Orvar Bergmark (1949–1965)
- Herish Kuhi (2002–2005)